# الخويفي (طور الباحه)

تعديل مصدري - تعديل

الخويفي هي إحدى قرى عزلة طور الباحــة بمديرية طور الباحة التابعة لمحافظة لحج، بلغ تعداد سكانها 128 نسمة حسب تعداد اليمن لعام 2004.